# Маркаколь (село)
Маркако́ль (каз. Марқакөл) — село, центр Маркакольського району Східноказахстанської області Казахстану. Адміністративний центр Маркакольського сільського округу.
Населення — 2757 осіб (2021; 3489 у 2009, 4979 у 1999, 5629 у 1989).
Національний склад станом на 1989 рік:
- казахи — 100 %

До 1992 року село називалось Алексієвка, до 2016 року — Теректи.